# Honda XLR 125 R

XLR mit gängigen Modifikationen

Die XLR 125 R (Typ JD 16) war ein Enduro-Motorrad des japanischen Herstellers Honda.

## Technische Details
Der luftgekühlte Einzylinder-Viertaktmotor mit 56,5 mm Bohrung und 49,5 mm Hub und einer Verdichtung von 9,2:1 war bei den beiden in Deutschland angebotenen Versionen immer gleich. Angeboten wurde die offene Variante, (JD16A), mit einer angegebenen Höchstgeschwindigkeit von 94 km/h, und eine elektronisch gedrosselten Variante, (JD16B), mit maximal 80 km/h. Als Viertakter mit 11 PS aus 125 cm³ Hubraum hatte die XLR im Vergleich mit anderen Enduromaschinen eine eher geringe Leistung. Dafür galt sie als sparsam im Kraftstoffverbrauch: 2,7 l/100 km waren durchaus möglich. Beide Versionen hatten Drahtspeichenräder mit Aluminiumfelgen (Bereifung vorn: 2.75-21 45P, Bereifung hinten 4.10-18 59P). Die Radführung vorne übernahm eine Teleskopgabel mit 37 mm Standrohrdurchmesser und 225 mm Federweg und hinten eine Stahlschwinge mit Pro-Link-System und 230 mm Federweg. Die Motorsteuerung besorgte eine Kondensatorentladungszündung (CDI). Der Tank fasste 9 Liter inklusive 4,3 Liter Reserve. Die Bodenfreiheit betrug 295 mm.

## Besonderes
Einige Fahrer störten sich an der originalen Optik, besonders der des Hecks, welches deshalb oft modifiziert wurde. Mit ein wenig Geduld und fachlichem Können lässt sich das Motorrad auf den optischen Stand eines Enduro-Motorrades der 2005er und 2006er Baureihen bringen. Die originale Beleuchtung wurde von manchen als ebenfalls ungenügend empfunden und wurde oft von der originalen Bilux (35/35 Watt) Scheinwerferbirne auf eine H4 Halogenlampe (60/55 Watt) umgerüstet.